# José Humberto Rujano Guillén
José Humberto Rujano Guillén (Santa Cruz de Mora, Mérida, 18 de febrer de 1982) és un ciclista veneçolà, professional des del 2003 al 2013.
Bon escalador, els seus principals èxits esportius els ha aconseguit al Giro d'Itàlia, on ha guanyat tres etapes, una el 2005, en què finalitzà en la tercera posició final i guanyà el Gran Premi de la Muntanya, i dues el 2011, en què acabà sisè.
Altres victòries destacades són tres edicions de la Volta al Táchira, una del Tour de Langkawi i dos campionats nacionals de contrarellotge.

## Palmarès
- 2002
  - Vencedor d'una etapa de la Volta al Táchira
- 2003
  - Vencedor d'una etapa del Clásico RCN
- 2004
  - 1r a la Volta al Táchira i vencedor de 2 etapes
  - 1r a la Volta a Trujillo
- 2005
  - 1r a la Volta al Táchira i vencedor de 3 etapes
  - 1r al Clásico Ciclístico Banfoandes i vencedor de 3 etapes
  - Vencedor d'una etapa del Giro d'Itàlia i  1r del Gran Premi de la Muntanya i de la combativitat
- 2007
  -  Campió de Veneçuela de contrarellotge
- 2009
  -  Campió de Veneçuela de contrarellotge
  - 1r a la Volta a Colòmbia i vencedor de 4 etapes
  - 1r a la Volta a Veneçuela i vencedor de 2 etapes
  - Vencedor de 3 etapes de la Volta al Táchira
- 2010
  - 1r al Tour de Langkawi i vencedor d'una etapa
  - 1r a la Volta al Táchira i vencedor d'una etapa
  - Vencedor d'una etapa de la Volta a Veneçuela
  - Vencedor d'una etapa de la Volta a Colòmbia
- 2011
  - Vencedor de 2 etapes del Giro d'Itàlia i 1r de la classificació Azzurri[1][2]
- 2013
  -  Campió de Veneçuela de contrarellotge
- 2005
  - 1r a la Volta al Táchira i vencedor d'una etapa

### Resultats al Tour de França
- 2006. Abandona (17a etapa)

### Resultats al Giro d'Itàlia
- 2005. 3r de la classificació general. Vencedor d'una etapa.  1r del Gran Premi de la Muntanya i de la Combativitat
- 2006. Abandona
- 2008. 49è de la classificació general
- 2011. 6è de la classificació general. Vencedor de 2 etapes i 1r de la classificació Azzurri[1][2]
- 2012. Abandona (19a etapa)